# 湯姆頓 (喬治亞州)
托马斯顿（Thomaston）是一個位於美國喬治亞州阿普森縣的城市。根據2010年美國人口普查，該地人口為9170人，而該地的面積約為23.80平方千米。同時該地也是阿普森縣的縣治。

## 地理
托马斯顿的座標為32°54′00″N 84°20′00″W / 32.90000°N 84.33333°W，而該地的平均海拔高度為239米（即784英尺）。